# KL-ONE
KL-ONE ist ein Wissensrepräsentationssystem in der Tradition von semantischen Netzwerken und Frames der künstlichen Intelligenz. KL-ONE ist ein strukturiertes Vererbungsnetz.
Mit dem System wird versucht, semantische Undeutlichkeit in semantischen Netzwerkrepräsentationen zu umgehen und konzeptuelle Information explizit als ein strukturiertes Vererbungsnetzwerk zu repräsentieren.
Es existiert eine ganze Familie von KL-ONE-artigen Systemen.
Das System entstand aus der Dissertation von Ronald J. Brachman (Harvard 1977) und war auch die Wurzel der Beschreibungslogik.

## Überblick
Frames werden in KL-ONE Konzepte genannt. Diese formen Hierarchien durch den Einsatz von Subsume-Relationen („Konzept A umfasst Konzept B“ ist gleichbedeutend mit „Konzept A ist Oberklasse von Konzept B“, somit umfassen Oberklassen Unterklassen).
Mehrfachvererbung ist ebenfalls erlaubt. Ein Konzept wird sogar nur genau dann als wohlgeformt angesehen, wenn dessen geerbte Eigenschaften von mindestens zwei verschiedenen Klassen stammen. Somit haben alle Konzepte, außer dem Startkonzept (Basiskonzept, Topkonzept, umfasst alle anderen und besitzt keine Eigenschaften), mindestens eine Superklasse.
Deskriptionen in KL-ONE werden unterteilt in zwei grundlegende Klassen von Konzepten: primitive (primitives) und definierte Konzepte (defined). Primitive sind dabei Domänenkonzepte, welche nicht vollständig definiert wurden. Hat man also alle Eigenschaften eines Konzepts gegeben, reicht dies nicht aus, um es klassifizieren zu können. Deskriptionen können auch als unvollständige Definitionen angesehen werden. Definierte Konzepte hingegen sind vollständige Definitionen.
Sind die Eigenschaften eines Konzeptes gegeben, stellen Deskriptionen also notwendige und hinreichende Bedingungen dar, ein Konzept zu klassifizieren.
Das Slot-Konzept wird Rolle genannt. Rollen können Werte haben, diese Werte sind vergleichbar mit Werten für Slots in Frames. Es gibt verschiedene Arten von Rollen, die in unterschiedlichen Situationen eingesetzt werden.
Die gebräuchlichste und wichtigste Rollenart ist die generische Rollenmenge, deren Sinn es ist, mit mehr als einem Wert belegt zu werden.

## Referenzen
- R. J. Brachman, J. Schmolze: An Overview of the KL-ONE Knowledge Representation System. Cognitive Sci 9(2), 1985.
- D. A. Duce, G. A. Ringland: Approaches to Knowledge Representation, An Introduction. Research Studies Press, 1988. ISBN 0-86380-064-5.